# Bò Pyrénées
Bò Pirenaica (tiếng Basque: 'Behi-gorri'), là một giống bò thịt bản địa có nguồn gốc từ Pyrenees ở vùng đông bắc Tây Ban Nha. Giống bò này được phân bố chủ yếu ở các cộng đồng tự trị của Navarre và xứ Basque, nhưng có mặt ở phần lớn phía bắc của đất nước Tây Ban Nha. Bò Pirenaica thích nghi tốt với địa hình đồi núi và khí hậu ẩm ướt của khu vực. Nó đã gần đến tuyệt chủng trong thế kỷ XX, nhưng đến hiện này lại không có nguy cơ tuyệt chủng.

## Lịch sử
Năm 1912, một cuộc điều tra về bò ở Gipuzkoa tìm thấy khoảng 50.000 con, trong đó ít hơn 40% là giống bò Pirenaica thuần chủng; phần còn lại là Bò Braunvieh và Bò Braunvieh-Pirenaica, với tỷ lệ gần bằng nhau:388 Năm 1954 có 18.000 con,:114nhưng đến những năm 1970, giống bì Pirenaica gần như tuyệt chủng.:135:390 Năm 1974, giống bò này đã biến mất khỏi xứ Basque, ngoại trừ khoảng 40 con cò sót lại ở Gipuzkoa, ở Navarre khoảng 1500 con còn lại, trong đó khoảng 1000 con được nuôi trong thung lũng Aezkoa.:390
Trong những năm 1970, Foral Diputación Foral của Navarre bắt đầu một chương trình phục hồi giống Pirenaica. Vào cuối năm 2014, tổng số lượng bò giống này được ghi nhận là 40.026, trong đó 34.806 bò cái 5.220 bò đực. Trong số này, khoảng 50% là ở Navarre và 25% ở xứ Basque; có những quần thể đáng kể ở Aragón, Cantabria và Castilla León, và số lượng nhỏ hơn ở Catalonia, Comunitat Valenciana, Extremadura, La Rioja, Madrid và Principado de Asturias.